# 神雄寺跡

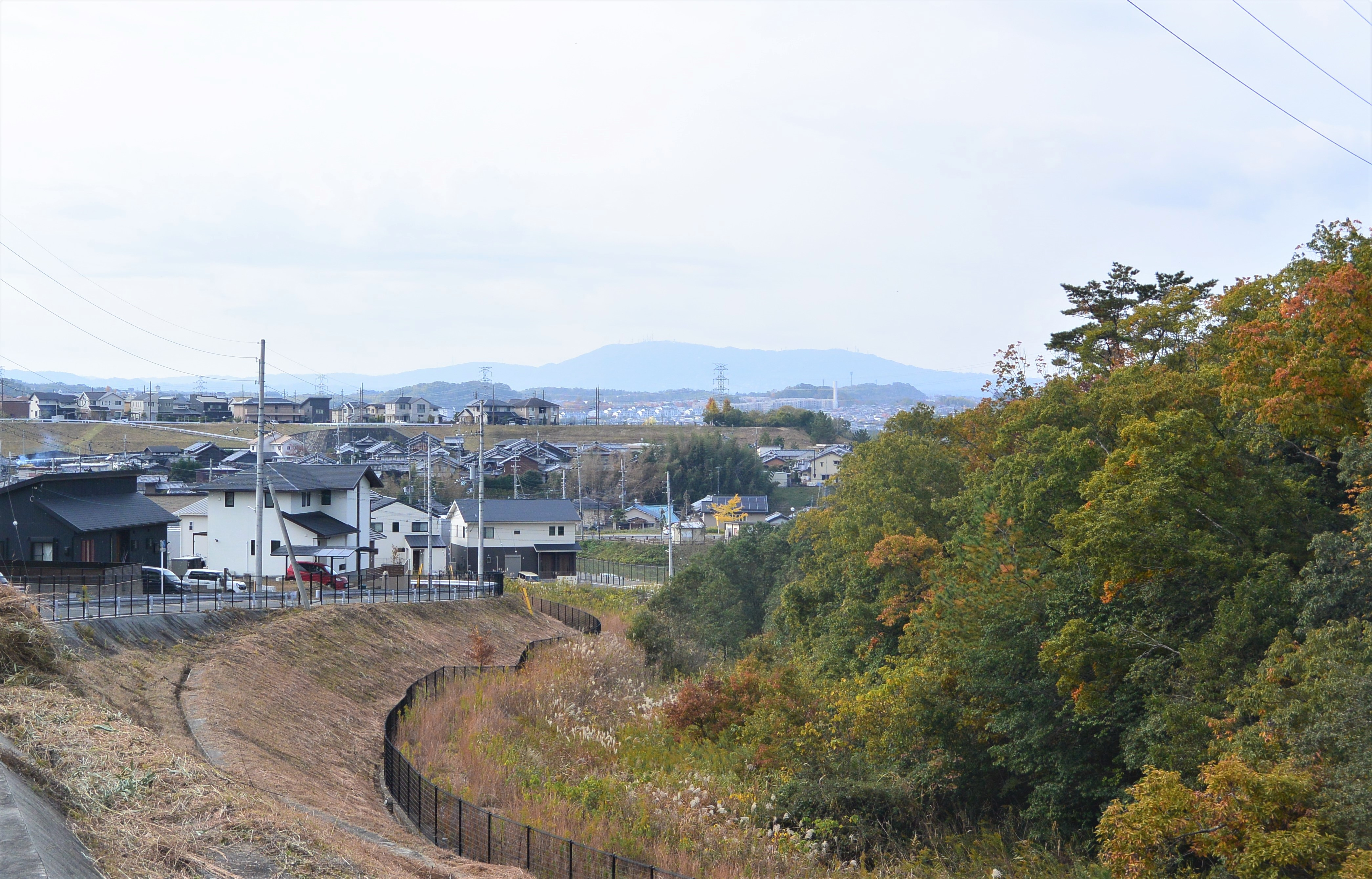
神雄寺の遺跡のある谷の頂部から西を望む、谷は狭いが遠くに生駒山が見える景勝の地

神雄寺跡（かみおでらあと）は、京都府木津川市にある奈良時代の山林寺院跡。当時の都である平城京の北側に広がる奈良山丘陵の一角で、一時的に都であった恭仁宮の右京に位置する。ただし、神雄寺の名は当時の文献には一切記載が無く、「謎の寺」である。現地の地名から馬場南遺跡とも呼ばれる。国の史跡に指定され、出土品は国の重要文化財に指定されている。

## 遺跡の概要
神雄寺跡は平城京と恭仁宮の内裏のほぼ中間、奈良山丘陵の北端に位置し、大和から山城に向かう通路に接している。遺跡群は西に開けた谷筋に集中しており、その部分の植生は切り払われている。北側の樹木が茂っている丘陵（天神山）の中腹に塔があった。南側の丘は現在住宅地になっている。遺跡の時期は、730年代後半から760年頃の第1期と、760年頃から780年代の第2期に分けられる。。神雄寺は同時期に平城京などで建立された寺院と比べて、建造物は非常に小型で簡素な構造であったが、『万葉集』の一首が書かれた木簡をはじめ、多種多様な調度品や法会に関する器物が大量に出土している。なお遺構に付した記号は発掘調査時の識別番号である。

### 第1期の遺構
谷筋の中央を幅4から5mの川の跡(SR01)が北から南に流れ更に大きく西側に曲がっていた。この川の下流部には堤(SX2053)が設けられ水位が調整されていた。川の北側の天神山の山すそに「仏堂」とされる礎石建物跡(SB301)がある。仏堂は内部に須弥壇を有している。仏堂の建物の復元案は2種あって、A案は幅4.8m奥行4.5m、B案では幅7.2m奥行4.5mであり、ともにかなり小さい。仏堂の出土品から複数の天部の像（四天王の可能性が示唆されている）が安置されていたことが判明している。仏堂と川の間に「礼堂跡」とされる幅8.1m奥行4.2mの掘立柱建物跡(SB01)があり、川の東に掘立柱建物跡(SB02)と井戸の跡(SE01)が見つかっている。これらの遺構からは瓦が出土しているがその量は多くないため、屋根の一部に使われたものと推定されている。なお川の水源は背後の天神山の湧水が使われた。

### 第1期の出土品
川跡(SR01)から「短期間燈明の用に供された後、直ちに廃棄された」大量の灯明皿が出土した。
出土状況から川岸から川に向けて多数の皿を廃棄したと考えられ、上流部で150枚、中下流部の5か所で1000枚の灯明皿が一度に廃棄されており、燃灯供養を行ったと考えられている。

### 第2期の遺構
北から南へ流れていた川の部分を東側に掘り直し流路を狭めた(SD2002)。川の東にあった掘立柱建物(SB02)は取り壊されその跡地に別の掘立柱建物(SB03)が建てられた。また天神山の中腹に1.8m四方の大きさの塔(SB501)が建立された。

### 第2期の出土品
- 掘り直された流路跡(SD2002)から灯明皿が出土しているが、量は第1期ほど多くない。
- 歌木簡、「阿支波支乃之多波毛美智(あきはきのしたはもみち)」の文字が読める木簡が見つかったが、これは『万葉集』にある歌「秋萩の下葉もみちぬあらたまの月の経ゆけば風をいたみかも(作者不詳)」の上の部と判定された[18]。
- 墨書土器、「神雄寺」(約10点出土[19])、「神寺」、「大殿」などの文字が書かれた土器が見つかり、この遺跡が当時神雄寺であったことが判明した。
- 彩釉山水陶器、山や川をかたどった20個以上の着色した焼き物を組み合わせて、箱庭のような山水風景を表現したもの[20]。
- 釉薬で彩色された香炉や瓶や皿などの仏具類。

### 衰退
その後8世紀末から9世紀初頭にかけて「仏堂」は火災で焼失し、川も大半が埋没した。残った塔も10世紀前半には焼失した。

## 神雄寺の性格
神雄寺という名前から、神仏習合の山林寺院であったとみなされている。出土した瓦が平城京の長屋王邸などで使われていたものと同じであったこと、歌木簡や当時貴重であった着色された陶器が出土するところから、神雄寺を建立・経営したのは天皇周辺の高位の人物と判断でき、光明皇后や、当時近くの井手に邸宅を構えていた橘諸兄の名が上がっている。平城京の北を守る境界の神聖な山として、そこから湧き出る清水に由来する特別な信仰があったと考えられ、長岡京や平安京に遷都すると神雄寺の機能は不要となった。大量の灯明皿や墨書土器の存在から、大規模な燃灯供養が行われたことが判明している。また歌木簡や多数の仏具から大規模な法会・祭礼・歌会なども行われたことも考えられる。なお第1期と第2期の出土品の違いから、発掘当初の2010年頃は「第一期は寺院ではなく皇族や貴族の別邸のようなもので、第二期に寺となった」という意見もあったが、2014年の発掘調査報告書では建造当初から一貫して寺院であったとされている。

### 『万葉集』との関係
『万葉集』巻八に、738年10月「右大臣橘卿之旧宅」で大伴家持らが宴飲を行い秋の「黄葉」を読み込んだ歌を作ったとあるが、神雄寺跡からは「黄葉」と墨書された土器が複数発見されており、同地が橘諸兄の邸宅の一つであった可能性が指摘されている。また上記の歌木簡「阿支波支乃之多波毛美智」の裏面に「越中守」と墨書されており、『万葉集』の編纂を行った大伴家持が一時越中守であったことから、寺と『万葉集』編纂の関連性が指摘されている。

## 遺跡発掘の経緯

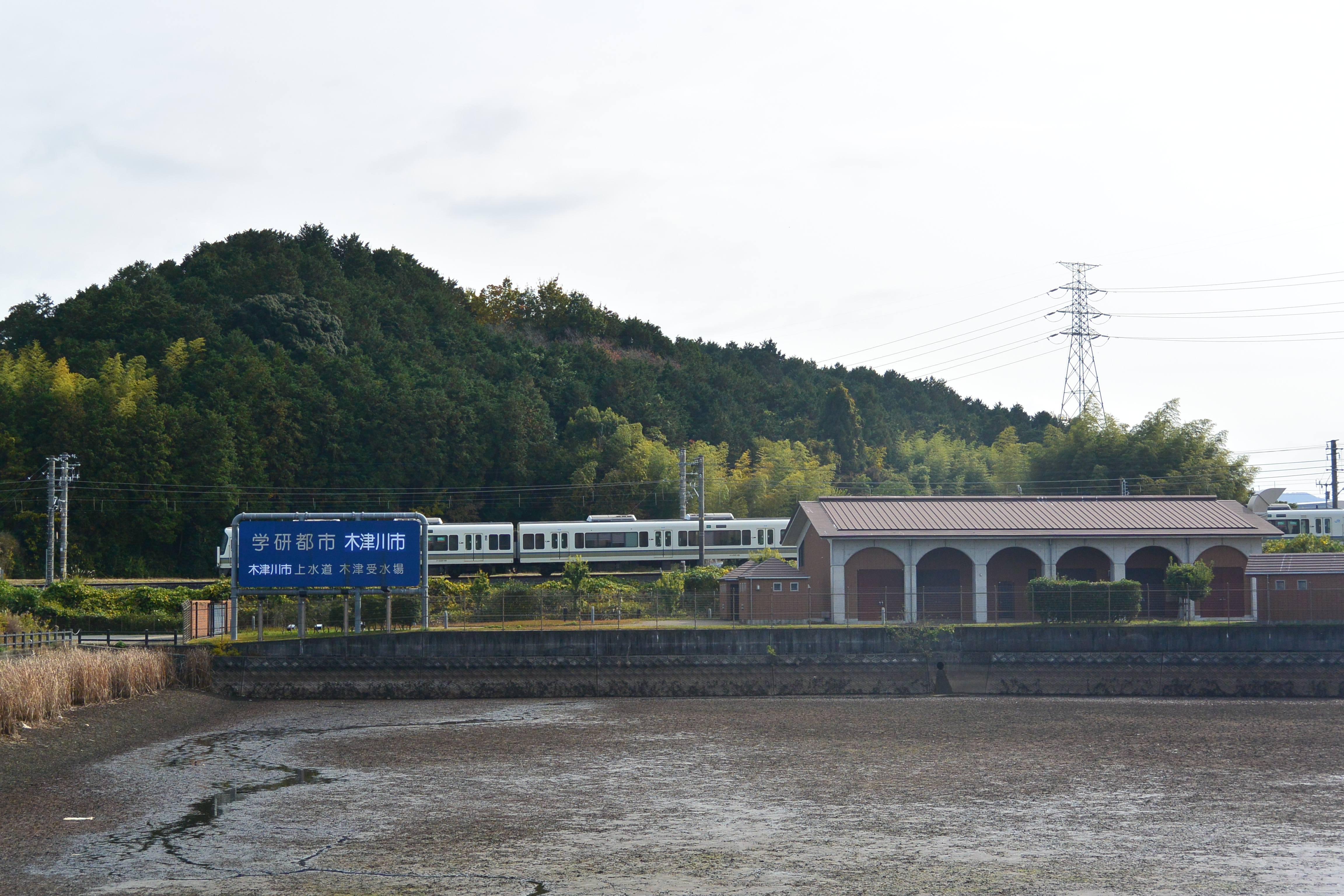
神雄寺遺跡の北にある天神山を西側から見る。右に見える鉄塔の向こう側が遺跡

当初は関西文化学術研究都市構想に基づく都市計画である「相楽都市計画事業木津中央特定土地区画整理事業」による独立行政法人都市再生機構の開発に際して、「財団法人京都府埋蔵文化財調査研究センター」が調査を行った。しかし初期の調査で遺跡の範囲が開発予定区域である「木津中央地区」を超えて広がっていると判定されたため、木津川市教育委員会が国家補助を受けて遺跡の調査を継続した。

### 第1次と第2次調査
財団法人京都府埋蔵文化財調査研究センターが2007年度に実施した。火をともした多数の灯明皿を水流に浮かべて供養する宗教行事である「燃灯供養」を行った水流址と灯明皿、「神雄寺」等が墨書された土器、『万葉集』に記載のある歌が記載された木簡などが見つかった。

### 第3次から第6次調査

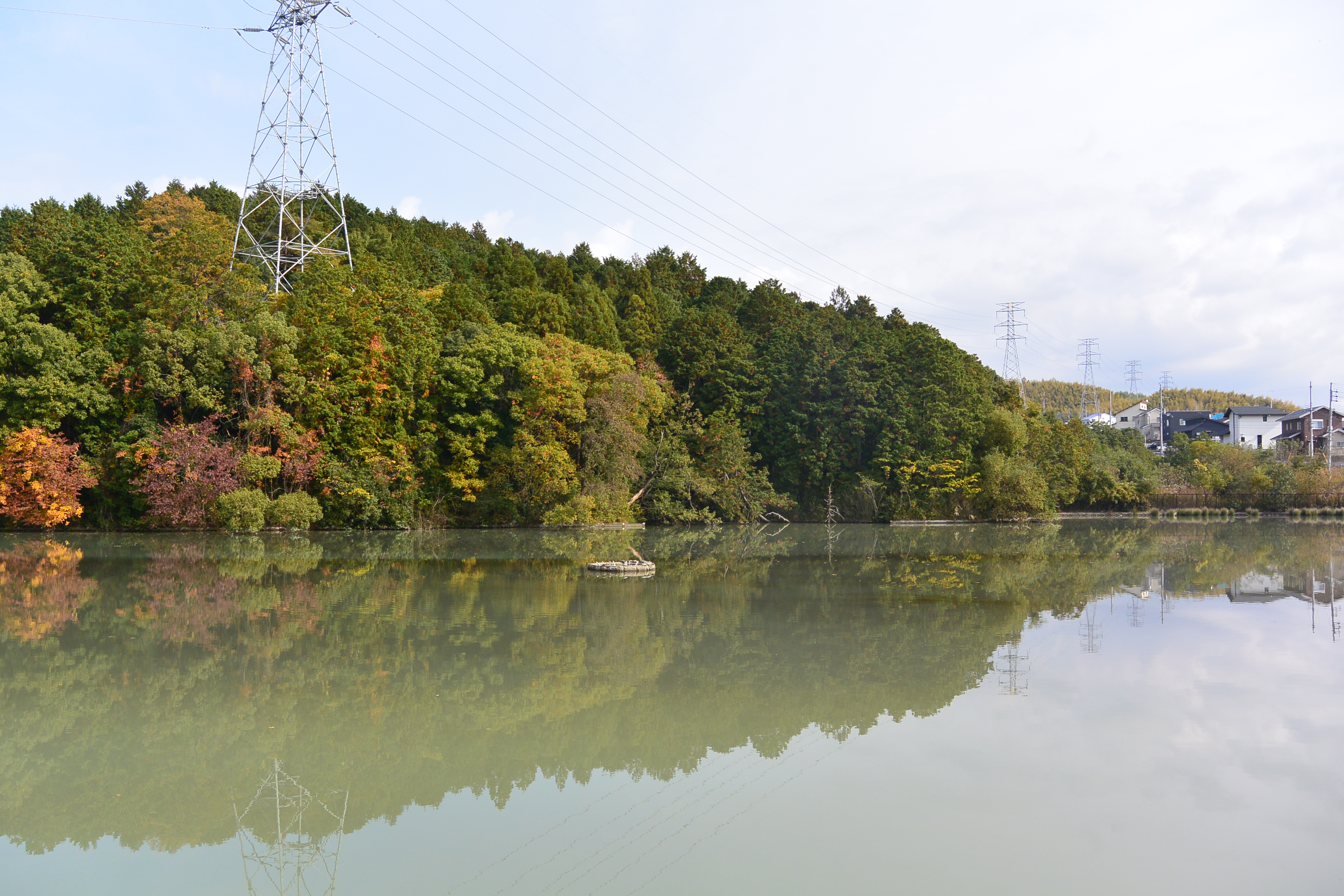
神雄寺遺跡の谷の下流にある分廻池を西からみる、背後の丘が天神山で、右斜面と民家の間の谷が神雄寺遺跡

木津川市教育委員会が2008年度から2011年度にかけて発掘範囲を広げて実施した。水流の周囲に複数の建物、北の丘（天神山）の中腹に塔の跡などが見つかった。これらの調査の結果から「木津中央特定土地区画整理事業」が見直され計画の一部が変更された。2012年には木津川市から文化庁に対し史跡指定の具申を行い、2015年3月10日に国から「神雄寺跡」として史跡指定を受けた。

## 現地情報
所在地
- 京都府木津川市

交通アクセス
- 鉄道：西日本旅客鉄道（JR西日本）奈良線 木津駅（徒歩約20分）

周辺
- 木津川
- 井関川 (京都府)
- 岡田国神社
- 城山台 (木津川市)
- 京都府道・奈良県道754号木津横田線